# Hans Prinz
Hans Prinz (* 1. Dezember 1907; † 8. Januar 1978) war ein deutscher Elektrotechniker.

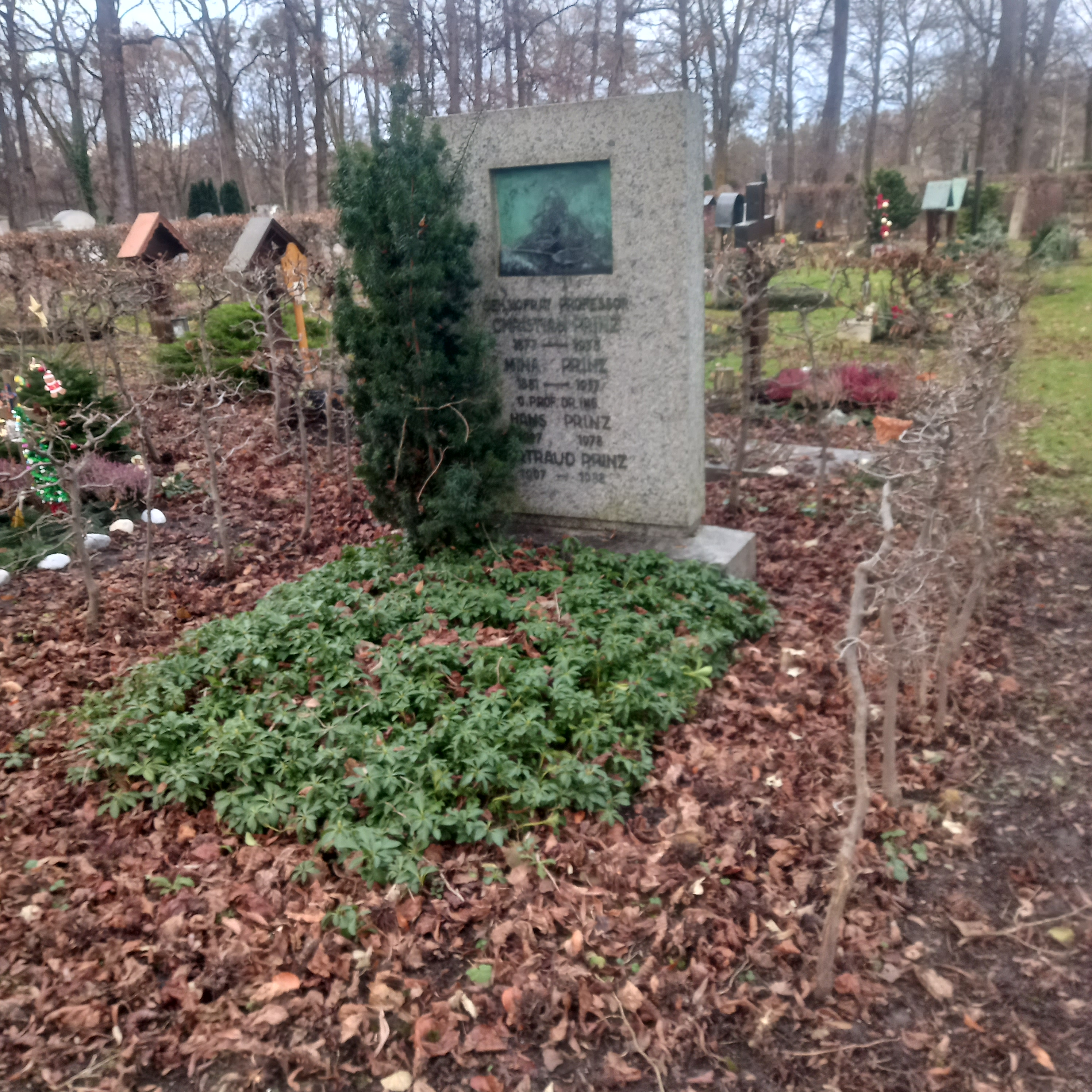
Das Grab von Hans Prinz und seiner Ehefrau Gertraud geborene Barth auf dem Nordfriedhof (München)

Er hatte bei Siemens-Schuckert in Nürnberg gearbeitet. Nach dem Zweiten Weltkrieg wurde er an das Provisorium der Technischen Hochschule München berufen, begann eine Neuausrichtung des Institutes für Hochspannungs- und Anlagentechnik und plante 1950 ein neues Institut auf dem Nordgelände. Das Konzept der Hochspannungshalle wurde später von anderen Instituten übernommen. Er war der Doktorvater von Walter Zaengl.
1951–53 widmete er sich dem Aufbau der Abteilung Starkstromtechnik im Deutschen Museum in München. Unter seiner Federführung entstand die Hochspannungs- und Blitzanlage.
Die ETH Zürich verlieh ihm den Ehrendoktor.